# Aloe palmiformis
Aloe palmiformis är en grästrädsväxtart som beskrevs av John Gilbert Baker. Aloe palmiformis ingår i släktet Aloe och familjen grästrädsväxter.
Artens utbredningsområde är Angola. Inga underarter finns listade i Catalogue of Life.